# 10 halerzy Protektoratu Czech i Moraw
10 halerzy (cz. 10 haléřů) – moneta obiegowa Protektoratu Czech i Moraw o nominale 10 halerzy wyemitowana w 1940 roku a wycofana z obiegu ostatecznie z końcem roku 1951. Wzór monety został zaprojektowany przez medaliera Jaroslava Edera, częściowo w oparciu o wcześniejsze prace Otakara Španiela.

## Wzór
W centralnej części awersu umieszczono pochodzące z małego herbu Protektoratu Czech i Moraw godło – heraldycznego wspiętego koronowanego lwa o podwójnym ogonie. Poniżej znalazł się rok bicia. Całość otoczona była dwuczęściową legendą z nazwą kraju. W górnej zapisanej wewnętrznie części znalazła się inskrypcja gotycką frakturą w języku niemieckim „Böhmen und Mähren”. W części dolnej, zapisanej zewnętrznie, umieszczono czeski napis „ČECHY A MORAVA”. Oba fragmenty legendy rozdzielono ozdobnymi elementami w kształcie krzyżyków złożonych z pięciu kropek.
Rewers monety przedstawiał fragment praskiego Mostu Karola – jego trzy filary oraz cztery przęsła (boczne jedynie we fragmencie). Poniżej zarysowano dwanaście falistych linii oddających rzekę Wełtawę. Pośrodku fal umieszczono okrąg z nominałem monety zapisanym arabskimi cyframi. Wzór rewersu powielał wygląd 10 czechosłowackich halerzy z 1922 roku, co wynikało z umowy pomiędzy Jaroslavem Ederem a autorem pierwotnego projektu, Otakarem Španielem.

## Nakład
Podstawą emisji monet o nominale 10 halerzy było rozporządzenie ministra finansów Protektoratu z 31 października 1940 r. Określono w nim zarówno ich wzór, jak i cechy fizyczne. Bito je z cynkowych krążków o masie 1,89 g (z 1 kg surowca wytwarzano 530 sztuk). Gotowe monety miały 17 mm średnicy i gładki rant. Łącznie w latach 1940–1944 wyprodukowano nieco ponad 82 mln sztuk. Bito w je w przedsiębiorstwie Vichr a spol. w Lysej nad Labem
Dziesięciohalerzówki wprowadzono do obiegu w dniu publikacji rozporządzenia w dzienniku ustaw, to jest 25 listopada 1940 r. Demonetyzacji uległy już w państwie czechosłowackim, z końcem 1951 roku.